# پل دره‌گذر

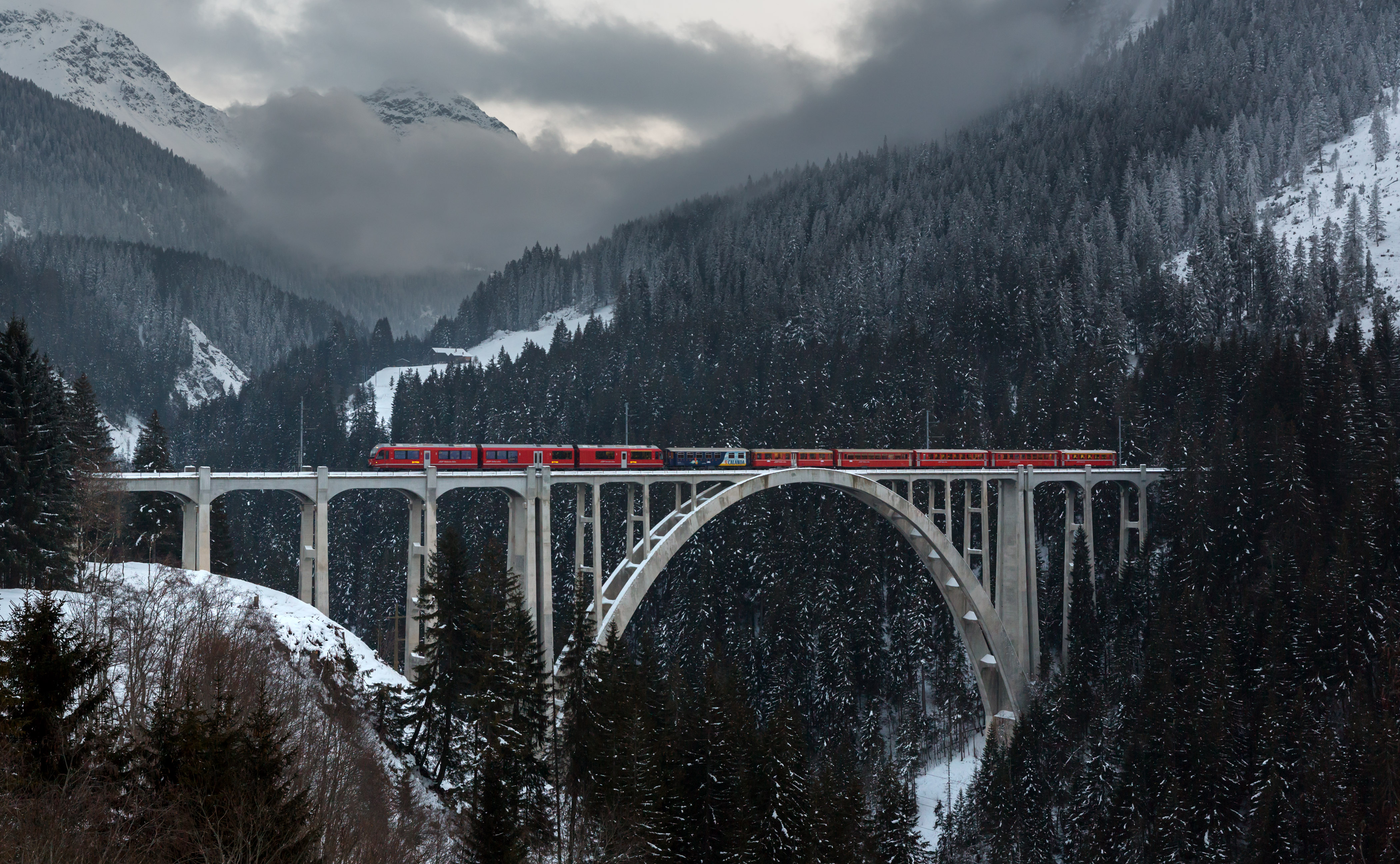
نگاره‌ای از قطار راه‌آهن رت در حین عبور از پل دره‌گذر لنگ‌ویزر در کانتون گراوبوندن، سوئیس.

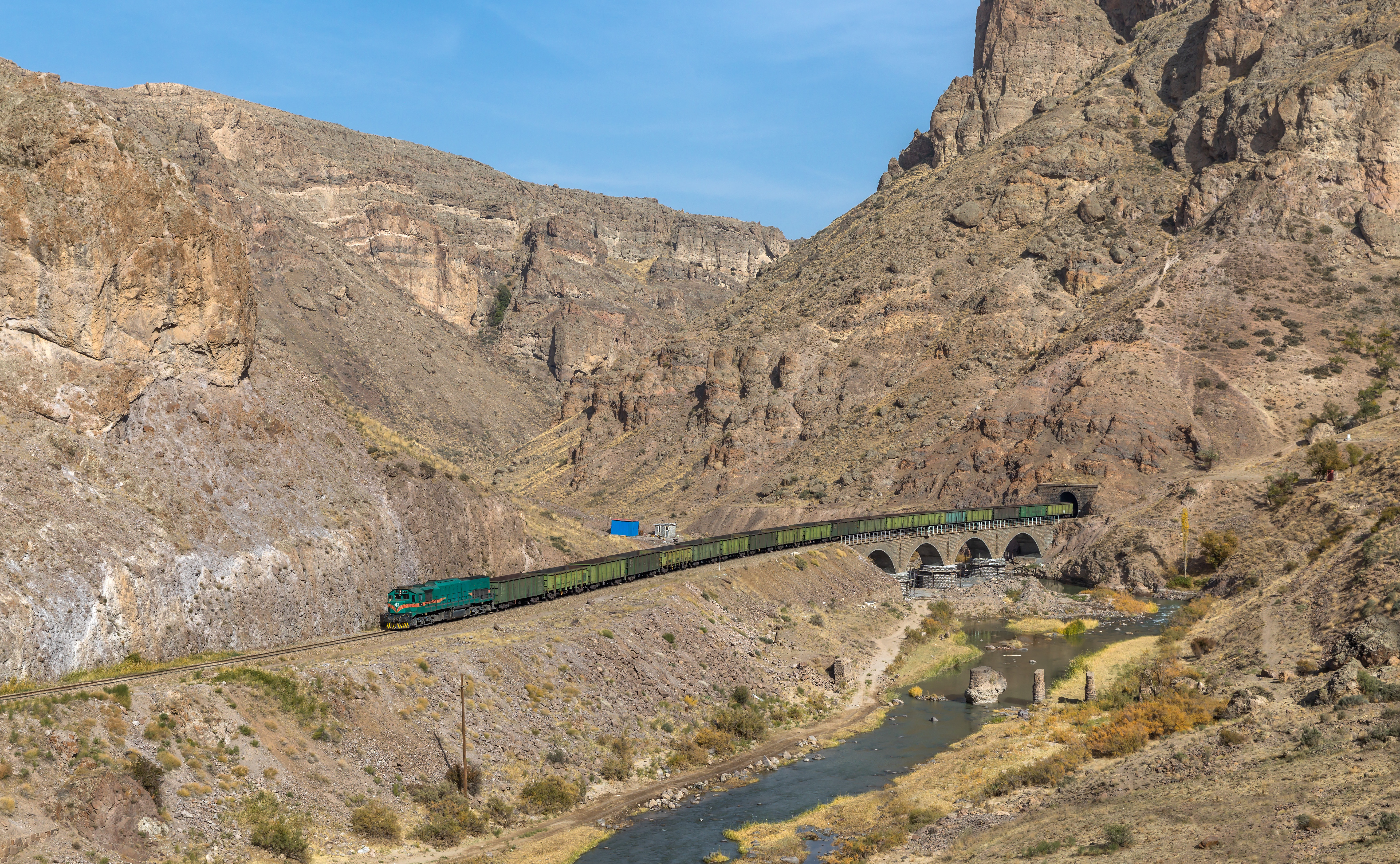
نگاره‌ای از یک لوکوموتیو ئی‌ام‌دی جی‌تی۲۶سی‌دابلیو-۲ متعلق به راه‌آهن ایران در هنگام خروج از یک تونل و پل دره‌گذر، در حد فاصل بین میانه تا مراغه در استان آذربایجان شرقی.

پل دره‌گذر (انگلیسی: Viaduct) یا راه‌بُر، پلی است که از چند دهنه کوچک تشکیل شده تا از روی یک دره (خشک یا تر) بگذرد یا یک روگذر یا پل هوایی بسازد. از این اصطلاح برای اشاره به روگذر ریلی در مقابل تقاطع هوایی یا پل راه‌آهنی که یک خط دارد، استفاده می‌شود.
کلمه ویاداکت (viaduct) از کلمه لاتین ویا (via) به معنای جاده و دوسر (ducere) به معنای هدایت‌کردن گرفته شده است. در
روم باستان از این اصطلاح استفاده نمی‌شده و این کلمه در سده نوزدهم از کلمه آباره (aqueduct) مشتق شد. مانند آباره‌های رومی بسیاری از پل‌های دره‌گذر اولیه دارای قوس‌ها و طاق‌هایی با طول تقریباً برابر بودند.

## بر فراز خشکی
طولانی‌ترین پل دره‌ای در دوران باستان احتمالاً پون سِرم بوده است که از باتلاق‌های وسیعی در جنوب فرانسه عبور می‌کرده است. در طویل‌ترین نقطه، طول آن ۲٬۶۷۹ متر و عرض آن ۲۲ متر بوده است.
پل‌های دره‌ای به‌طور معمول در بسیاری از شهرهایی که قطب‌های راه‌آهن هستند، مانند شیکاگو، بیرمنگام، لندن و منچستر، استفاده می‌شوند. این پل‌های دره‌ای از محوطه‌های بزرگ راه‌آهن که برای قطارهای باری در آنجا مورد نیاز هستند و همچنین از خطوط راه‌آهن چند مسیره که برای ترافیک سنگین ریلی ضروری هستند، عبور می‌کنند. این پل‌های دره‌ای جداسازی غیرهم‌سطح را فراهم می‌کنند و مانع از قطع مداوم ترافیک بزرگراه‌ها و خیابان‌های شهری توسط ترافیک قطارها می‌شوند. به همین ترتیب، برخی از پل‌های دره‌ای راه‌آهن‌ها را از روی دره‌های بزرگ یا از روی شهرهایی با خیابان‌ها و بلوارهای متقاطع متعدد عبور می‌دهند.
بسیاری از پل‌های دره‌ای روی خشکی، نقاطی با ارتفاع مشابه را در یک چشم‌انداز به هم متصل می‌کنند، معمولاً با پل زدن بر روی یک دره رودخانه‌ای یا سایر گشودگی‌های فرسایش یافته در منطقه‌ای که در غیر این صورت مسطح است. اغلب چنین دره‌هایی دارای جاده‌هایی بودند که از هر دو طرف پایین می‌رفتند (در صورت لزوم با یک پل کوچک روی رودخانه) که برای بار ترافیکی ناکافی می‌شدند و نیاز به یک پل دره‌ای برای ترافیک «عبوری» را ایجاب می‌کردند. چنین پل‌هایی همچنین برای استفاده توسط ترافیک ریلی مناسب هستند، که به مسیرهای صاف‌تر و هموارتری نیاز دارد. برخی از پل‌های دره‌ای بیش از یک عرشه دارند، به طوری که یک عرشه ترافیک وسایل نقلیه و عرشه دیگر ترافیک ریلی را حمل می‌کند. یک مثال از این نوع، پل پرنس ادوارد در تورنتو، کانادا است که ترافیک موتوری را در عرشه بالایی به عنوان خیابان بلور و مترو را به عنوان خط متروی بلور-دانفورث در عرشه پایینی، از روی دره شیب‌دار رودخانه دان حمل می‌کند. سایر پل‌های دره‌ای برای عبور از مناطق مسکونی ساخته شده‌اند و از روی جاده‌های زیرین عبور می‌کنند – دلیلی برای وجود بسیاری از پل‌های دره‌ای در لندن.

## بر فراز آب
پل‌های دره‌ای روی آب از جزایر یا طاق‌های متوالی استفاده می‌کنند. آنها اغلب با انواع دیگر پل‌ها یا تونل‌ها ترکیب می‌شوند تا به عنوان بخش‌های پل دره‌ای از آب‌های قابل کشتیرانی عبور کنند، و در حالی که طراحی و ساخت آنها نسبت به تونل‌ها یا پل‌هایی با دهانه‌های بزرگتر کم‌هزینه‌تر است، معمولاً فاقد فاصله افقی و عمودی کافی برای کشتی‌های بزرگ هستند.
پل میو یک پل کابلی جاده‌ای است که از دره رودخانه تارن در نزدیکی میو در جنوب فرانسه عبور می‌کند. این پل در سال ۲۰۰۴ افتتاح شد و بلندترین پل وسایل نقلیه در جهان است و ارتفاع یکی از پایه‌های آن به ۳۴۳ متر (۱٬۱۲۵ فوت) می‌رسد. وِیاداکتِ پل بزرگ دانیانگ-کونشان در چین تا سال ۲۰۱۱ طولانی‌ترین پل جهان بود.
پل‌های دره‌ای روی آب از جزایر یا طاق‌های متوالی استفاده می‌کنند. آنها اغلب با انواع دیگر پل‌ها یا تونل‌ها ترکیب می‌شوند تا به عنوان بخش‌های پل دره‌ای از آب‌های قابل کشتیرانی عبور کنند، و در حالی که طراحی و ساخت آنها نسبت به تونل‌ها یا پل‌هایی با دهانه‌های بزرگتر کم‌هزینه‌تر است، معمولاً فاقد فاصله افقی و عمودی کافی برای کشتی‌های بزرگ هستند.
پل میو یک پل کابلی جاده‌ای است که از دره رودخانه تارن در نزدیکی میو در جنوب فرانسه عبور می‌کند. این پل در سال ۲۰۰۴ افتتاح شد و بلندترین پل وسایل نقلیه در جهان است و ارتفاع یکی از پایه‌های آن به ۳۴۳ متر (۱٬۱۲۵ فوت) می‌رسد. وِیاداکتِ پل بزرگ دانی یانگ کانشان در چین تا سال ۲۰۱۱ طولانی‌ترین پل جهان بود.